# Fabrinor
Fabrinor arma corta y microfusión, S.A.L. o simplemente Fabrinor, fue una empresa de fabricación de armas cortas ubicada en la localidad alavesa de Villarreal de Álava a 15 km de Vitoria en el País Vasco, España. Nació en 1999 como evolución a sociedad anónima laboral de la empresa Llama, Gabilondo y Cía. SA dedicada a la construcción de armas cortas. Fabrinor mantuvo la construcción de armas cortas, pistolas automáticas y revólveres, que combinó con la microfusión. Cerró en el año 2005.

## Historia
Llama, Gabilondo y Cía. se fundó en 1904 en la localidad guipuzcoana de Éibar. Después de un rápido desarrollo y expansión, pasando a ubicarse, primero en Elgóibar y luego en Vitoria desarrolló un producto muy estimado y competitivo. En la década de los años 80 y 90 del siglo XX, junto con otras empresas del sector entró en crisis hasta que en 1999, después una etapa en que la empresa fue dirigida por la consultora Gestiber de Jorge Larrumbide, sus trabajadores se hicieron cargo de la misma mediante la inversión de capital (principalmente pequeño ahorro y capitalización de la prestación por desempleo) fundaron
Fabrinor arma corta y microfusión, S.A.L. Desde el comienzo buscaron la diversificación del producto, dando valor a la división de microfusión que llegó a ocupar el 50% de las ventas locales en el año 2002, mientras que la otra mitad se mantenía en el mercado del arma corta. Mantenía como mercado principal para este producto a Estados Unidos.
A mediados del año 2002 se traslada de su sede de Vitoria, sita en Portal de Gamarra, a una nueva ubicación en Villarreal de Álava. A finales de ese mismo año entra en suspensión de pagos al no poder hacer frente a los gastos de este traslado, estimados en 3,91 millones de euros. La adquisición de nuevos equipos que registraron problemas para su puesta en marcha e hicieron retrasar pedidos y con ello los ingresos necesarios para hacer frente a la inversión por el traslado. En el momento de la suspensión de pagos contaba con una plantilla de 73 trabajadores y una facturación anual de 4,81 millones de euros.
En el año 2005 cierra definitivamente dejando a deber a sus trabajadores 14 pagas que tres años después todavía no habían podido cobrar.